# إسماعيل علي إبراهيم
الاستاذ الدكتور إسماعيل علي إبراهيم (4 يناير 1920 - 13 يونيو 1981)، أول رئيس لقسم أمراض النبات بكلية الزراعة، جامعة الاسكندرية. ولد في المنيا وانتقل إلى القاهرة للدراسة ثم إلى الإسكندرية ليبدأ التدريس بكلية الزراعة هناك. له العديد من المؤلفات في علم أمراض النبات، الأمر الذي جعله رائد هذا العلم في العالم العربي. توفي عام 1981 بالإسكندرية بعد صراع مع المرض.

## نشأته ودراسته
ولد لأسرة متوسطة الحال بمحافظة المنيا وأكمل تعليمه المدرسي هناك بتفوق ملحوظ، فأرسله والده ليكمل تعليمه الجامعي في جامعة القاهرة. أثناء دراسته بكلية الزراعة، كان دوما الأول في جميع المراحل مما جعله يدعى إلى المأدبة التي كان يقيمها الملك فاروق للمتفوقين في مختلف الكليات. كان قريب طه حسين وطلب منه المساعدة في بداية حياته كطالب مغترب ولكنه رفض.
حصل على بكالوريوس مع مرتبة الشرف عام 1943 وانتقل إلى الإسكندرية ليبدأ حياته العملية الأكاديمية في جامعة الإسكندرية. كان من أوائل من بعثتهم الدولة على نفقتها لدراسة اقسام الزراعة المختلفة بجامعة منيسوتا بالولايات المتحدة. أتمم دراسة الماجيستير ثم الدكتوراه وعاد إلى جامعة الإسكندرية وأكمل التدريس بها حتى وفاته.

## حياته الأكاديمية
بعد اتمامه للدكتوراه في امراض النبات، حرص على اهتمام الكلية بهذه المادة لما لاحظه من اهتمام بها في جامعة منيسوتا وأراد أن تكون الريادة لجامعة الاسكندرية في هذا المجال، وفعلا نجح في 11 فبراير 1970 في الانفصال عن قسم النبات الزراعي ليصبح قسم أمراض النبات قسما علميا منفصلا. أختيرالدكتور إسماعيل ليتولى رئاسة القسم.
له العديد من المؤلفات أشهرها أساسيات وطرق مقاومة الامراض النباتية و امراض النبات وامراض النبات العملي التي مازالت تستخدم في العديد من الجامعات كجزء من المناهج المقررة وللعديد من المؤلفين كمرجع مهم في علم أمراض النبات.
تقلد عدد من السادة أعضاء القسم عضوية اللجنة العلمية لفحص الإنتاج العلمي للمتقدمين لشغل وظائف الاساتذة والاساتذة المساعدين وعددهم 14 عضوا منذ تأسس القسم واولهم كان الدكتور إسماعيل.
عندما أصبح استاذا متفرغا كان يقضي وقته في ابحاث امراض النبات بمعمله الذي سمي باسمه «معمل إسماعيل علي إبراهيم لبحوث امراض النبات».

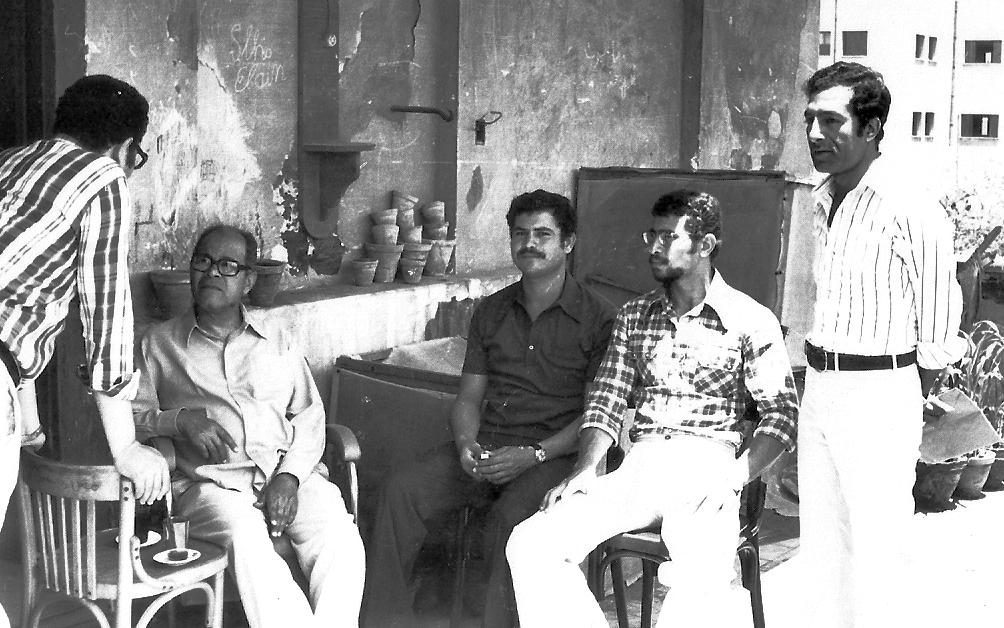
الدكتور إسماعيل مع بعض طلابه امام معمله

## حياته الشخصية
تزوج الدكتور إسماعيل من السيدة رجاء رجب وأنجب ابنة واحدة وهي الدكتورة هناء إسماعيل. عانى في آخر أيامه من أمراض بفقرات الرقبة والظهر وسافر إلى إنجلترا للعلاج ولكن توفي بعد صراع مع المرض في 13 يونيو 1981.

## الجوائز

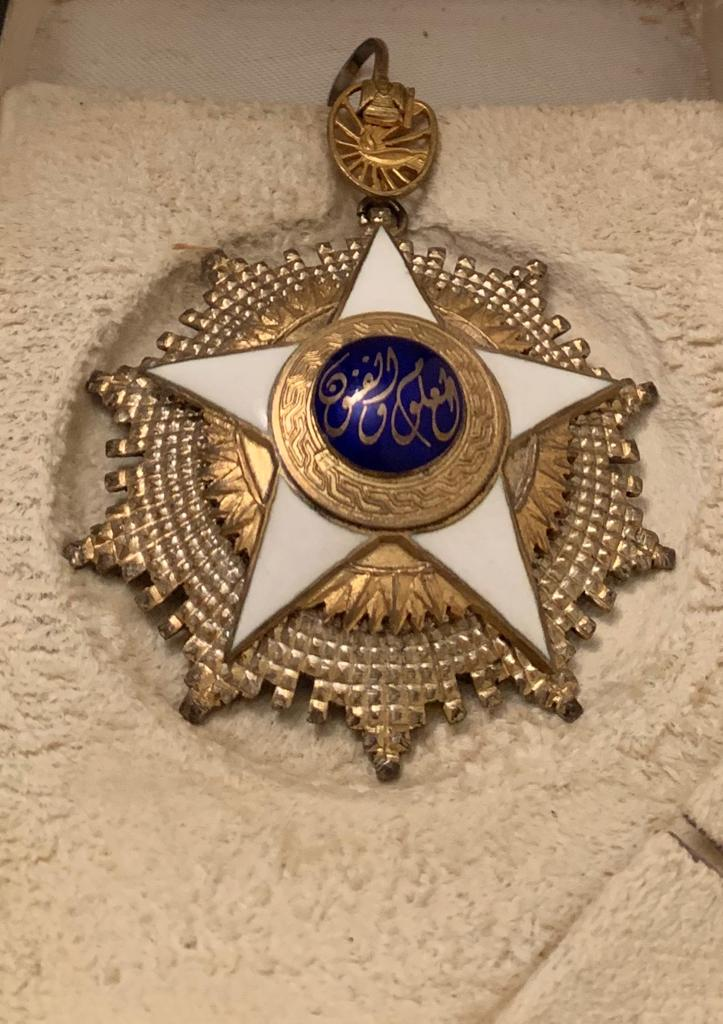
وسام العلوم والفنون من الطبقة الأولى الذي حصل عليه الدكتور اسماعيل.

حصل على جائزة الدولة التقديرية ووسام العلوم والفنون من الطبقة الأولى عام 1975.

## بعض مؤلفاته
- طرق مقاومة الأمراض النباتية[3]
- أمراض النبات[4]
- أمراض النبات العملي[5]